# Христо Лагадинов
Христо Стоянов Лагадинов е български революционер, близък до идеите на Вътрешната македонска революционна организация на Иван Михайлов.

## Биография
Христо Лагадинов е роден в Мехомия, днес Разлог. Произхожда от бедно семейство. През 1936 година, заедно с Петър Полежанов, Георги Елчинов, Борис Джолев, Илия Дангулов и Кръстьо Рашев създава тайна младежка формация - Младежка македонска организация „Македонски орли“. На празника на Македония Свети дух, хвърлят няколко бомби в местността Голак, а Лагадинов окачва в града знаме с надпис „Македония в окови. 1893-1903-1936“. Участниците в акцията по-късно са заловени и съдени, но след като е установено, че нямат пряка връзка със забранената от военните ВМРО, групата е освободена.
След гимназията следва право в Софийския университет „Свети Климент Охридски“. Същевременно пише стихове и композира. По-късно завършва Школа за запасни офицери, където получава чин подпоручик от Българската армия. На 16 юни 1941 г. по време на Втората световна война, Лагадинов заминава за Егейска Македония, където по-късно е определен да оглави част от доброволческия корпус на Охрана. Там става помощник на Иван Мотикаров. След изтеглянето на Българските войски от Македония в края на 1944 година, той също напуска региона.
През 1946 година в България е арестуван и инквизиран от новата отечественофронтовска власт, но успява да избяга в Гърция. Осъществяват контакти с американското Централно разузнавателно управление, с оглед на диверсионна дейност срещу комунистическата власт в България. Осъден е задочно на 15 години затвор. Според таен доклад на Костадин Кюлюмов през 1947 година Христо Лагадинов развива горянска дейност в Пиринска Македония заедно с Герасим Тодоров.
По-късно, заедно с другарите си, е арестуван от гръцките власти, поради интриги от страна на Геметовски емигранти. Въдворен е за 5 години при тежки условия на остров Макронисос, заради участието му в Охрана, обвинен, че е работил за присъединяване на Егейска Македония към България. През 1951 г. е в лагера Лаврион, където контактува с Георги Младенов.. От този период свидетелства за издевателства на гърци над български деца, част от които са удавени в морето.
Успява да избяга от Гърция и заминава за Бразилия. През ноември 1951 година е сред основателите на МПО „Струмишката петорка“ в Порто Алегре, Бразилия. Към 1952 година е постоянен сътрудник на вестник „Македонска трибуна“, пише марш на МПО, за първи път изпълнен при МПО „Победа“ – Торонто.
Той е от групата в МПО, заедно с Петър Ацев, Тодор Чукалев, Христо Низамов, Христо Анастасов, Иван Лебамов и Георги Лебамов, която се противопоставя срещу авторитаризма на Иван Михайлов.
Умира на 19 август 1984 година в Бразилия.